# 安息香

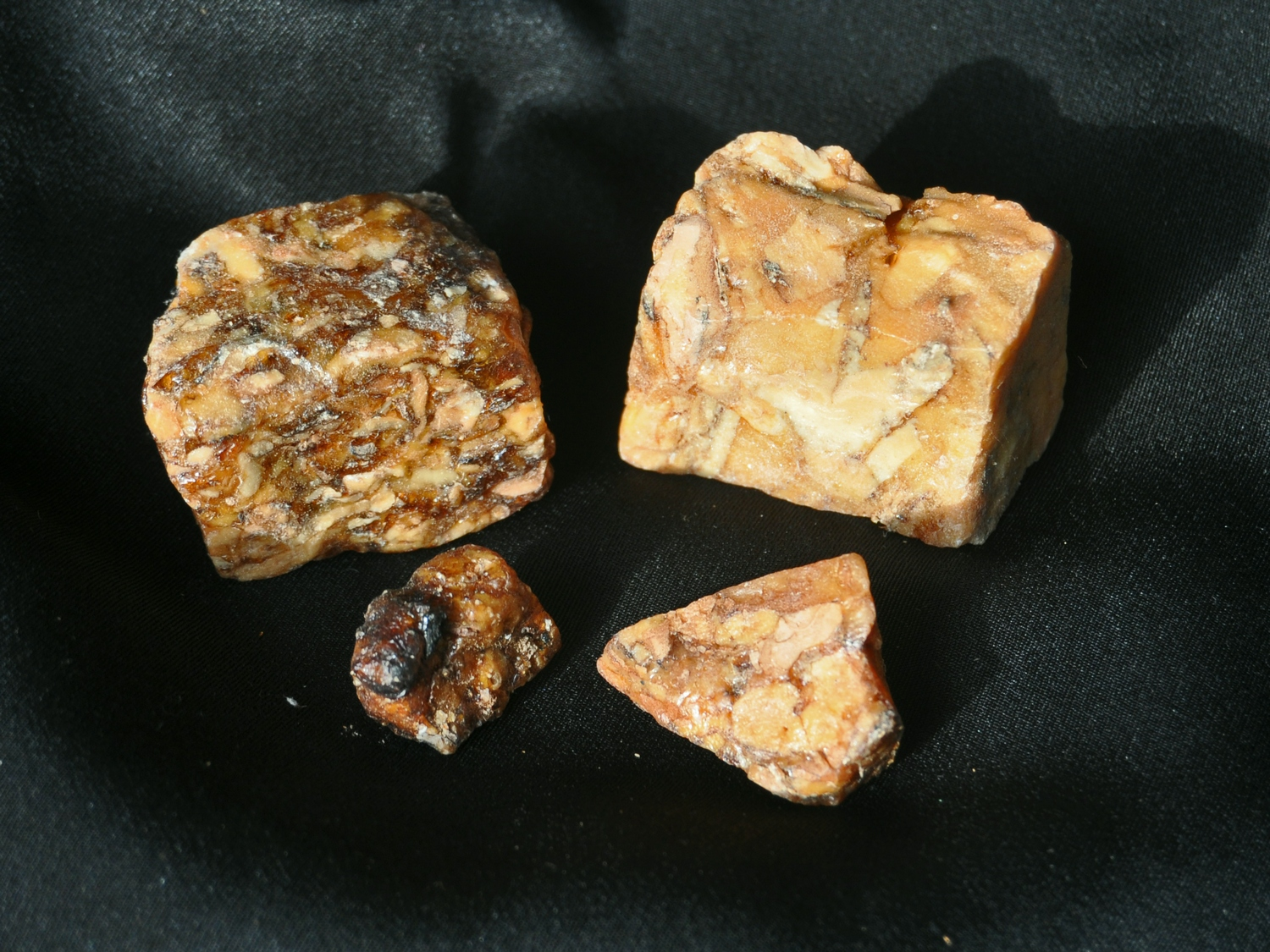
ジャワ島ガンボン産の処理済スマトラ安息香 (Styrax benzoin) 樹脂

安息香（あんそくこう、あんそっこう）はツツジ目エゴノキ科エゴノキ属のアンソクコウノキ (Styrax benzoin)、またはその他同属植物が産出する樹脂のことである。アンソクコウノキなどの樹木に傷をつけてそこからにじみ出て固化した樹脂を採集する。主要な成分は安息香酸である。
ベンゾイン (benzoin) とも呼ばれるが、化合物名のベンゾインとは別である。安息香酸 (benzoic acid) の名はこの樹脂から得られたことによる。ベンゼン (benzene) の名も安息香酸から得られたことにちなむので、間接的にこの樹脂に由来している。

## 名前の由来
安息香の名の由来にはいくつかの説がある。一説にはパルティア（漢名が安息）で用いられていた香りと安息香の香りが似ていたのでこの名がついたという。また中国の明の時代に記された『本草綱目』には諸邪を安息する効能があることから名づけられたとの記載がある。また、チンキの蒸気に呼吸器の粘膜を刺激して痰の排出を促進する作用があることから安息香と名づけられたという説もある。
ベンゾインの名はガム・ベンジャミンと呼ばれていたものが訛ったものと考えられている。またこのベンジャミンは人名由来ではなくジャワから来た香を意味するアラビア語のルバーン・ジャーウィー（لبان جاوي、ジャワの乳香）が訛ったものという説がある。

## 産地
安息香の主な産地はタイ、ラオス、ベトナムの高原地方を中心とするインドシナ半島とインドネシアスマトラ島である。
インドシナ半島とインドネシアでは産出する樹木の種に違いがあり、前者はシャム安息香 (S. tonkinensis)、後者はスマトラ安息香（アンソクコウノキ）と区別されている。
産出量はスマトラ安息香の方がずっと多いが、香料としての品質はシャム安息香の方がすぐれている。これは安息香の香気に主要な寄与をしているバニリンの含有量がシャム安息香の方がずっと高いためである。

## 成分
安息香の主要な成分は芳香族カルボン酸とそのエステルである。シャム安息香では安息香酸とそのエステルが主成分である。バニリンは3%程度含まれる。スマトラ安息香ではケイ皮酸とそのエステルが主成分で、バニリンは1%程度と少ない。

## 用途
安息香は香料として使用される。
そのほか、含まれる安息香酸の静菌作用により食品添加物の保存料として使用されていたとの書籍上の記載もある。ただし、食品添加物としての使用については、香料としての使用実績はあっても保存料としての使用実績は無いのではないかと疑問視する研究者もいる。